# 非洲蝟目
非洲蝟目（學名：Afrosoricida，拉丁文與希腊文的合成词，意為“看起来像非洲鼩鼱”）或稱 非洲鼩目，是哺乳動物的一個演化支，包含非洲南部的金毛鼴科、馬達加斯加的馬島猬科及非洲西部到中東部的獭鼩科，均為小型食蟲動物。牠們曾被歸為食虫目的一部分，後來的遺傳學研究發現食蟲目實為多系群，因此廢棄該目，將三支非洲蝟連同鼩鼱科、鼴科、溝齒鼩科等一并劃入盲缺目（Lipotyphla），但更進一步的研究發現盲缺目亦為多系群，鼩鼱科、鼴科等隸屬勞亞獸總目，被重新歸為真盲缺目（Eulipotyphla），而金毛鼴科、馬島猬科等則被歸為非洲獸總目下的非洲猬目。

## 分類問題
一些科學家會使用Tenrecomorpha來表示馬島猬／金毛鼴的分支，但證據顯示非洲蝟目是更為合適的分類，而Tenrecomorpha則降為亞目，只包含馬島蝟一系物種。
傳統上這兩科連同刺蝟、鼩鼱及鼴被分類在食蟲目中。但卻有小部份的意見指Tenrecomorpha，或至小金毛鼴並非真正的食蟲動物。很多基因研究都支持這個意見，並發現Tenrecomorpha與多種非洲哺乳動物都有關連。不過牠們卻在形態上沒有強烈的關連。非洲蝟目有時被認為是屬於非洲獸總目下的非洲食蟲類分支。

## 科學分類
- 真獸下綱（Eutheria）
  - 非洲獸總目（Afrotheria）
    - 非洲食蟲類（Afroinsectiphilia）
      - 非洲蝟目（Afrosoricida）
        - 馬島猬亞目（Tenrecomorpha）
        - 金毛鼴亞目（Chrysochloridea）

## 字音註释
1. ↑  「鼩鼱」，拼音：，注音：